# امیل ماسون (زاده ۱۹۱۵)
امیل ماسون (انگلیسی: Émile Masson Jr.; ۱ سپتامبر ۱۹۱۵ – ۲ ژانویهٔ ۲۰۱۱) دوچرخه‌سوار اهل بلژیک بود.